# Egyházasdengeleg, Nógrád
Egyházasdengeleg  este un sat în districtul Pásztó, județul Nógrád, Ungaria, având o populație de 486 de locuitori (2011). 

## Demografie
Componența etnică a satului Egyházasdengeleg
     Maghiari (71,93%)
     Slovaci (21,55%)
     Romi (6,53%)
Componența confesională a satului Egyházasdengeleg
     Luterani (51,65%)
     Romano-catolici (32,3%)
     Fără religie (6,79%)
     Reformați (1,85%)
     Necunoscută (6,79%)
     Greco-catolici (0,62%)
     Alte religii (1,85%)
Conform recensământului din 2011, satul Egyházasdengeleg avea 486 de locuitori. Din punct de vedere etnic, majoritatea locuitorilor (71,93%) erau maghiari, existând și minorități de slovaci (21,55%) și romi (6,53%).  Din punct de vedere confesional, majoritatea locuitorilor (51,65%) erau luterani, existând și minorități de romano-catolici (32,3%), persoane fără religie (6,79%) și reformați (1,85%). Pentru 6,79% din locuitori nu este cunoscută apartenența confesională.